# Progressione del record mondiale del getto del peso femminile

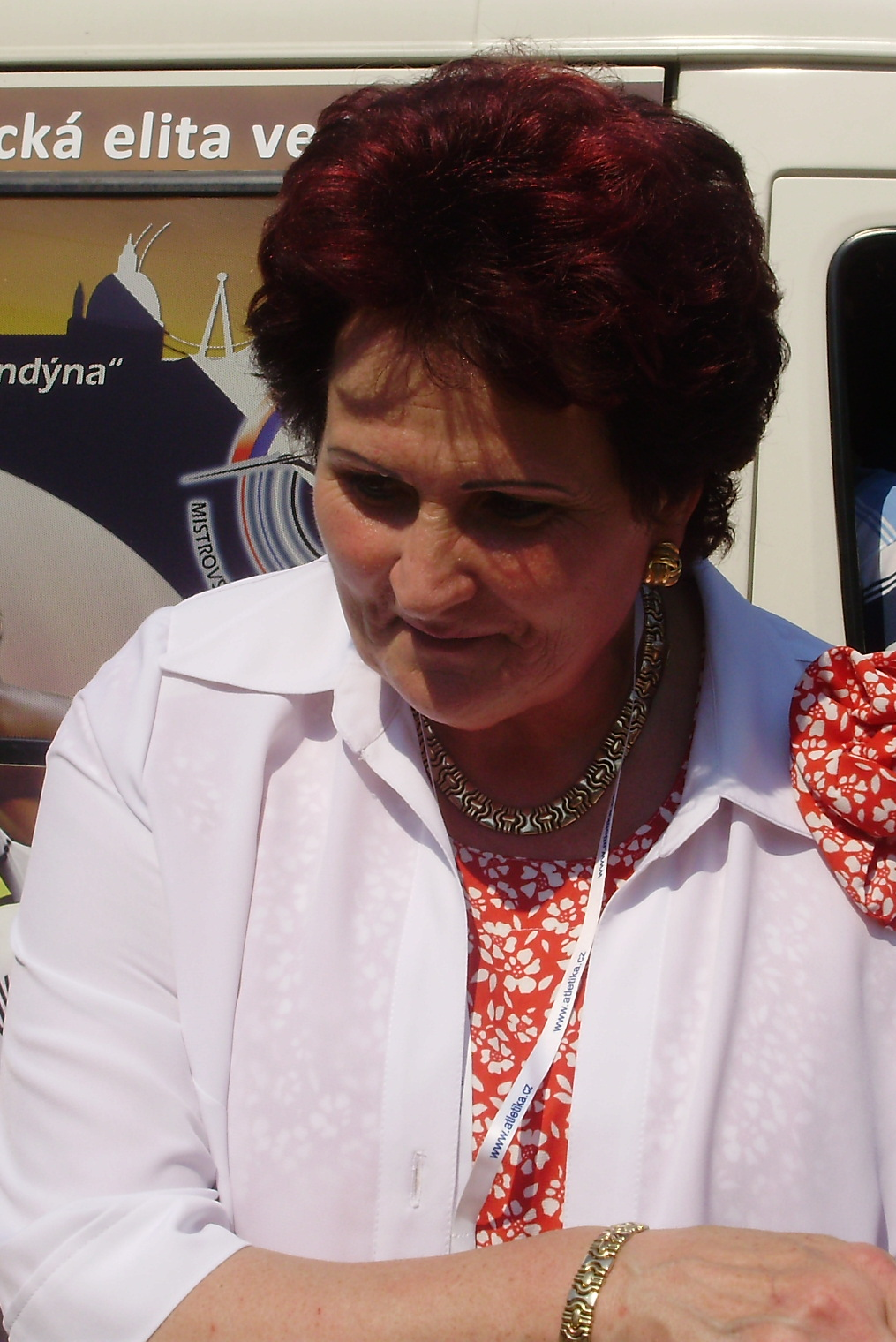
Helena Fibingerová, detentrice del record mondiale indoor della specialità

La voce seguente illustra la progressione del record mondiale del getto del peso femminile di atletica leggera.
Il primo record mondiale femminile venne riconosciuto dalla federazione internazionale di atletica leggera nel 1924, mentre il primo record mondiale indoor risale al 1977. Ad oggi, la World Athletics ha ratificato ufficialmente 52 record mondiali assoluti e 1 record mondiale indoor di specialità.

## Progressione

### Record assoluti
| Misura  | Atleta                  | Nazione          | Luogo | Data              | Note |
| ------- | ----------------------- | ---------------- | --- | ----------------- | ---- |
| 10,15 m | Violette Gouraud-Morris | Francia          | Parigi, Francia | 14 luglio 1924    |      |
| 10,84 m | Ruth Lange              | Germania         | Praga, Cecoslovacchia | 28 maggio 1927    |      |
| 11,32 m | Ruth Lange              | Germania         | Breslavia, Germania | 6 agosto 1927     |      |
| 11,52 m | Ruth Lange              | Germania         | Berlino, Germania | 3 giugno 1928     |      |
| 11,96 m | Grete Heublein          | Germania         | Berlino, Germania | 15 luglio 1928    |      |
| 12,85 m | Grete Heublein          | Germania         | Francoforte, Germania | 21 luglio 1929    |      |
| 12,88 m | Grete Heublein          | Germania         | Parigi, Francia | 28 giugno 1931    |      |
| 13,70 m | Grete Heublein          | Germania         | Bielefeld, Germania | 16 agosto 1931    |      |
| 14,38 m | Gisela Mauermayer       | Germania         | Varsavia, Polonia | 15 luglio 1934    |      |
| 14,59 m | Tat'jana Sevrjukova     | Unione Sovietica | [[File: Flag of the Soviet Union (1936 – 1955).svg\|class=noviewer\| Unione Sovietica (bandiera)\|border\|20x16px]] Mosca, Unione Sovietica   | 4 agosto 1948     |      |
| 14,86 m | Klavdija Točënova       | Unione Sovietica | [[File: Flag of the Soviet Union (1936 – 1955).svg\|class=noviewer\| Unione Sovietica (bandiera)\|border\|20x16px]] Tbilisi, Unione Sovietica | 30 ottobre 1949   |      |
| 15,02 m | Anna Andreeva           | Unione Sovietica | Ploiești, Romania | 9 novembre 1950   |      |
| 15,28 m | Galina Zybina           | Unione Sovietica | Helsinki, Finlandia | 26 luglio 1952    |      |
| 15,37 m | Galina Zybina           | Unione Sovietica | [[File: Flag of the Soviet Union (1936 – 1955).svg\|class=noviewer\| Unione Sovietica (bandiera)\|border\|20x16px]] Frunze, Unione Sovietica  | 20 settembre 1952 |      |
| 15,42 m | Galina Zybina           | Unione Sovietica | [[File: Flag of the Soviet Union (1936 – 1955).svg\|class=noviewer\| Unione Sovietica (bandiera)\|border\|20x16px]] Frunze, Unione Sovietica  | 1º ottobre 1952   |      |
| 16,20 m | Galina Zybina           | Unione Sovietica | Malmö, Svezia | 9 ottobre 1953    |      |
| 16,28 m | Galina Zybina           | Unione Sovietica | [[File: Flag of the Soviet Union (1936 – 1955).svg\|class=noviewer\| Unione Sovietica (bandiera)\|border\|20x16px]] Kiev, Unione Sovietica    | 14 settembre 1954 |      |
| 16,29 m | Galina Zybina           | Unione Sovietica | Leningrado, Unione Sovietica | 5 settembre 1955  |      |
| 16,67 m | Galina Zybina           | Unione Sovietica | Tbilisi, Unione Sovietica | 15 novembre 1955  |      |
| 16,76 m | Galina Zybina           | Unione Sovietica | Tashkent, Unione Sovietica | 13 ottobre 1956   |      |
| 17,25 m | Tamara Press            | Unione Sovietica | Nal'čik, Unione Sovietica | 26 aprile 1959    |      |
| 17,42 m | Tamara Press            | Unione Sovietica | Mosca, Unione Sovietica | 16 luglio 1960    |      |
| 17,78 m | Tamara Press            | Unione Sovietica | Mosca, Unione Sovietica | 13 agosto 1960    |      |
| 18,55 m | Tamara Press            | Unione Sovietica | Lipsia, Germania Est | 10 giugno 1962    |      |
| 18,55 m | Tamara Press            | Unione Sovietica | Belgrado, Jugoslavia | 12 settembre 1962 |      |
| 18,59 m | Tamara Press            | Unione Sovietica | Kassel, Germania Ovest | 19 settembre 1965 |      |
| 18,67 m | Nadežda Čižova          | Unione Sovietica | Soči, Unione Sovietica | 28 aprile 1968    |      |
| 18,87 m | Margitta Gummel         | Germania Est     | Francoforte, Germania Est | 22 settembre 1968 |      |
| 19,07 m | Margitta Gummel         | Germania Est     | Città del Messico, Messico | 20 ottobre 1968   |      |
| 19,61 m | Margitta Gummel         | Germania Est     | Città del Messico, Messico | 20 ottobre 1968   |      |
| 19,72 m | Nadežda Čižova          | Unione Sovietica | Mosca, Unione Sovietica | 30 maggio 1969    |      |
| 20,09 m | Nadežda Čižova          | Unione Sovietica | Chorzów, Polonia | 13 luglio 1969    |      |
| 20,10 m | Margitta Gummel         | Germania Est     | Berlino Est, Germania Est | 11 settembre 1969 |      |
| 20,10 m | Nadežda Čižova          | Unione Sovietica | Atene, Grecia | 16 settembre 1969 |      |
| 20,43 m | Nadežda Čižova          | Unione Sovietica | Atene, Grecia | 16 settembre 1969 |      |
| 20,43 m | Nadežda Čižova          | Unione Sovietica | Mosca, Unione Sovietica | 29 agosto 1971    |      |
| 20,63 m | Nadežda Čižova          | Unione Sovietica | Soči, Unione Sovietica | 19 maggio 1972    |      |
| 21,03 m | Nadežda Čižova          | Unione Sovietica | Monaco, Germania Ovest | 7 settembre 1972  |      |
| 21,20 m | Nadežda Čižova          | Unione Sovietica | L'vov, Unione Sovietica | 28 agosto 1973    |      |
| 21,45 m | Nadežda Čižova          | Unione Sovietica | Varna, Bulgaria | 29 settembre 1973 |      |
| 21,57 m | Helena Fibingerová      | Cecoslovacchia   | Gottwaldov, Cecoslovacchia | 21 settembre 1974 |      |
| 21,60 m | Marianne Adam           | Germania Est     | Berlino Est, Germania Est | 6 agosto 1975     |      |
| 21,67 m | Marianne Adam           | Germania Est     | Karl-Marx-Stadt, Germania Est | 30 maggio 1976    |      |
| 21,87 m | Ivanka Hristova         | Bulgaria         | Belmeken, Bulgaria | 3 luglio 1976     |      |
| 21,89 m | Ivanka Hristova         | Bulgaria         | Belmeken, Bulgaria | 4 luglio 1976     |      |
| 21,99 m | Helena Fibingerová      | Cecoslovacchia   | Opava, Cecoslovacchia | 26 settembre 1976 |      |
| 22,32 m | Helena Fibingerová      | Cecoslovacchia   | Nitra, Cecoslovacchia | 20 agosto 1977    |      |
| 22,36 m | Ilona Slupianek         | Germania Est     | Celje, Jugoslavia | 2 maggio 1980     |      |
| 22,45 m | Ilona Slupianek         | Germania Est     | Potsdam, Germania Est | 11 maggio 1980    |      |
| 22,53 m | Natal'ja Lisovskaja     | Unione Sovietica | Soči, Unione Sovietica | 27 maggio 1984    |      |
| 22,60 m | Natal'ja Lisovskaja     | Unione Sovietica | Mosca, Unione Sovietica | 7 giugno 1987     |      |
| 22,63 m | Natal'ja Lisovskaja     | Unione Sovietica | Mosca, Unione Sovietica | 7 giugno 1987     |      |

### Record indoor
| Misura  | Atleta             | Nazione        | Luogo                    | Data             | Note |
| ------- | ------------------ | -------------- | ------------------------ | ---------------- | ---- |
| 22,50 m | Helena Fibingerová | Cecoslovacchia | Jablonec, Cecoslovacchia | 19 febbraio 1977 |      |